# A Turma do Balão Mágico (álbum de 1985)
A Turma do Balão Mágico é o quarto álbum do grupo infantil A Turma do Balão Mágico, lançado em 1985. O álbum traz participações especiais de diversos artistas, como: Erasmo Carlos, Moraes Moreira e Baby do Brasil. O LP foi um sucesso comercial, com os brindes sendo um cheque de Cr$ 5 mil (equivalente a R$ 3,30 em valores de 2014) para abrir uma poupança na Caixa Econômica Federal e um carrossel para montar.
Foi o primeiro álbum com o integrante Ricardinho, uma vez que Tob saiu do grupo devido a mudança de voz. Mas Ricardinho, embora fosse bem divulgado nos shows, no disco a sua voz só aparece nas faixas "Barato bom é da barata", "Tic- tac" e "Trem Mineiro". Nesse mesmo ano de 1985, o cantor Fábio Jr. convidou a turma para gravar com ele a faixa "Nossa Casa Terra", onde todos os integrantes cantam individualmente. Segundo reportagem do jornal O Globo o álbum vendeu mais de 1 milhão de cópias.
Em 1986 a Somlivre, gravadora que pertencia ao Grupo Globo, lançou a coletânea "Tevelândia", inserindo nesse álbum a canção "Barato Bom é da Barata".

## Lista de faixas

### Lado A
1. "Barato Bom É da Barata" (com Erasmo Carlos)
2. "Não Dá Pra Parar a Música" (Com Grupo Metrô)
3. "Fim de Semana" (com Dominó)
4. "Tic-tac" (Com Castrinho)
5. "Trem Mineiro"
6. "Cortaram Meu Verão"

### Lado B
1. "Chega Mais um Pouco" (com Dominó)
2. "Garota e Garoto" (com Moraes Moreira)
3. "Coração" - solos: Simony & Jairzinho
4. "Um Raio de Sol" (com Baby Consuelo & Pepeu Gomes)
5. "Soldadinho de Chumbo" - solos: Mike, Simony & Jairzinho
6. "Mochila Azul" - solo: Jairzinho